# Porcelaine
Porcelaine är en hundras från Franche-Comté i östra Frankrike. Den är en braquehund och drivande hund som jagar i koppel (pack). Som hundrastyp är den känd sedan 1700-talet och decimerades likt många andra hundar under franska revolutionen. Ursprunget är okänt men det spekuleras om släktskap med Talbot Hound, den vita varianten av Chien de Saint-Hubert (blodhund). Porcelaine står nära de schweiziska stövarna som använts under de olika rekonstruktionerna av rasen. Porcelaine används till jakt på hare, rådjur och vildsvin. Den deltog på hundutställning första gången i Paris 1889. Den första porcelainen importerades till Sverige 2012.